# Муччоли, Анна Мария
Анна Мария Муччоли (итал. Anna Maria Muccioli; род. 15 августа 1964, Сан-Лео, Италия) — политический деятель Сан-Марино, капитан-регент Сан-Марино с 1 октября 2013 по 1 апреля 2014 года, вместе с Джан-Карло Капиккьони.

## Биография
Анна Мария Муччоли родилась в августе 1964 года в бывшей (непродолжительное время) столице Италии Сан-Лео, на границе с Сан-Марино. В 1994 году она окончила юридическое образование и вошла в список адвокатов Сан-Марино. Во время учёбы она работала советником министра окружающей среды. С 2006 года возглавила работу в секретариате исполнительной власти правительства Сан-Марино. С 2003 года по 2008 год Муччоли возглавляла коммуну Кьезануова.
С 2008 года избирается в Большой генеральный совет по списку Христианско-демократической партии. На выборах в ноябре 2012 года переизбрана также по христианско-демократическому списку. С 1 октября 2013 года занимала пост капитана-регента Сан-Марино. На этом посту она находилась до 1 апреля следующего года.

## Семья
Анна Мария Муччоли замужем, имеет двоих детей. Проживает в Кьезануова.